# Astérix et la Transitalique
Astérix et la Transitalique (em Portugal e Brasil: Astérix e a Transitálica) é um álbum da série de banda desenhada franco-belga Astérix,  sendo o terceiro escrito por Jean-Yves Ferri e ilustrado por Didier Conrad, publicado 19 de outubro de 2017. Em Portugal foi lançado pela editora Edições ASA, e no Brasil pela editora Grupo Editorial Record.

## Sinopse
Em resposta a uma acusação que as estradas romanas estão em mau estado, um senador sugere uma corrida de charretes ao redor da Península Itálica, e Júlio César apoia a corrida, também ressaltando que um romano deve ganhar para manter a união da península. Os competidores incluem Obelix, que decide se juntar após ouvir uma profecia que será campeão, acompanhado por Asterix e Ideiafix.

## Impacto cultural
Em 2020, o álbum atraiu o interesse da mídia após o surto da síndrome respiratória aguda grave coronavírus 2 (COVID-19) por causa do nome do corredor romano mascarado Coronavírus (cujo nome real é Testus Terone).